# Parafia Matki Bożej Różańcowej w Jacie
Parafia Matki Bożej Różańcowej w Jacie – parafia rzymskokatolicka znajdująca się w Jacie i należąca do diecezji sandomierskiej w dekanacie Rudnik nad Sanem. Wyodrębniona z parafii Jeżowe 23 września 1919 roku. Prowadzą ją księża diecezjalni. Kościół parafialny pw. Matki Bożej Różańcowej w Jacie wybudowany w 1976. Do parafii należą Jata, Sójkowa i Zalesie.

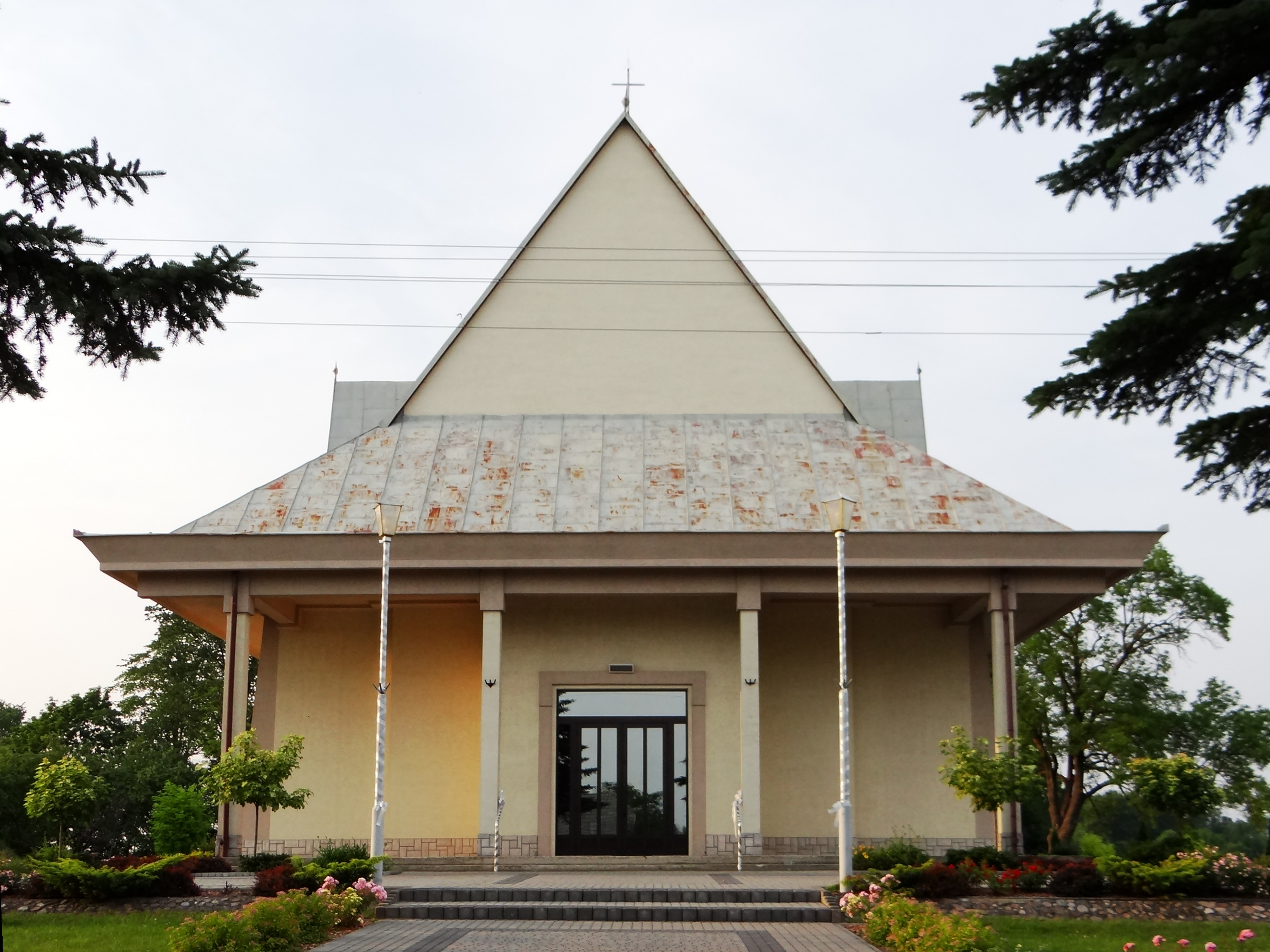
kościół parafialny
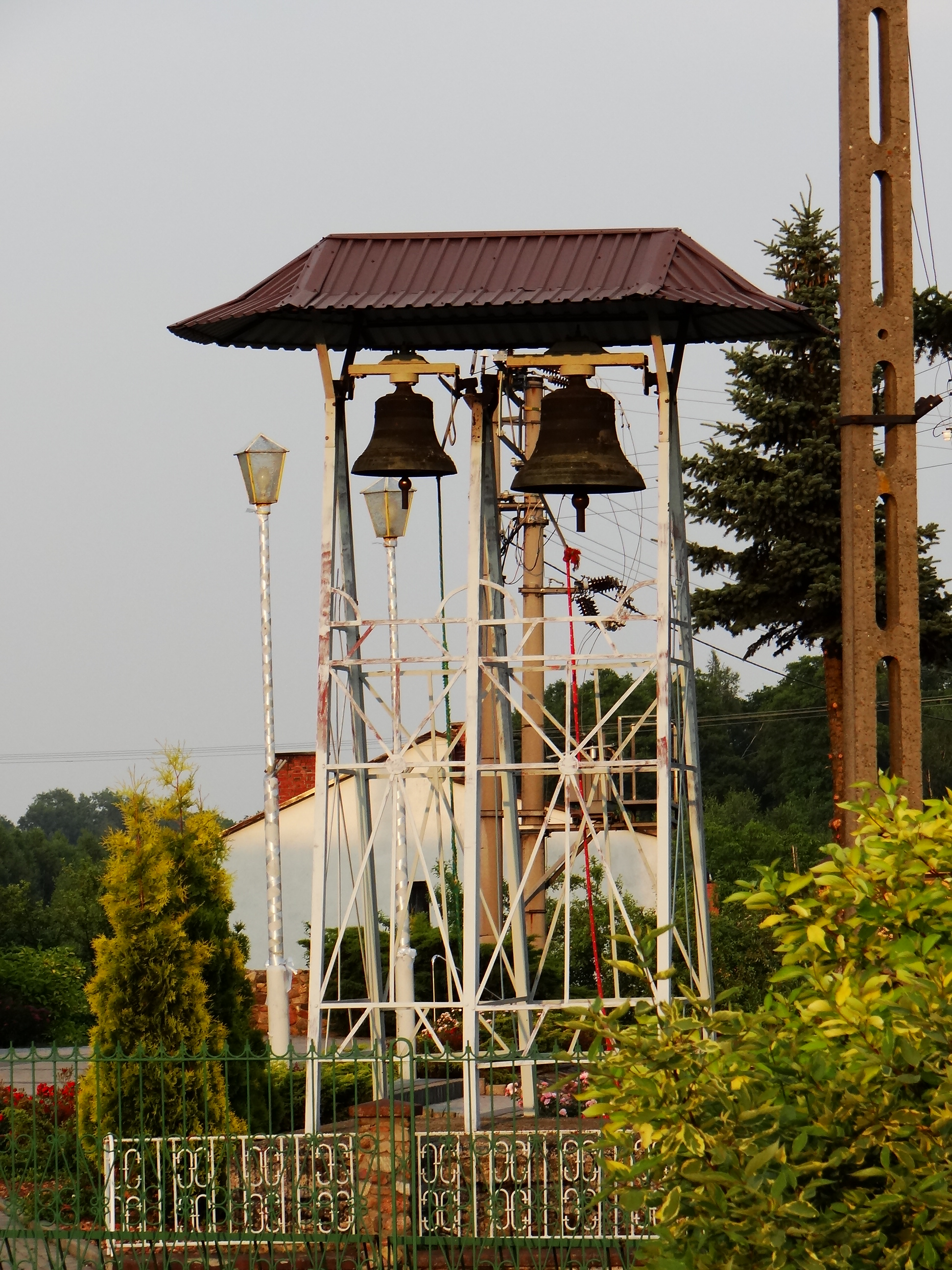
dzwonnica przykościelna
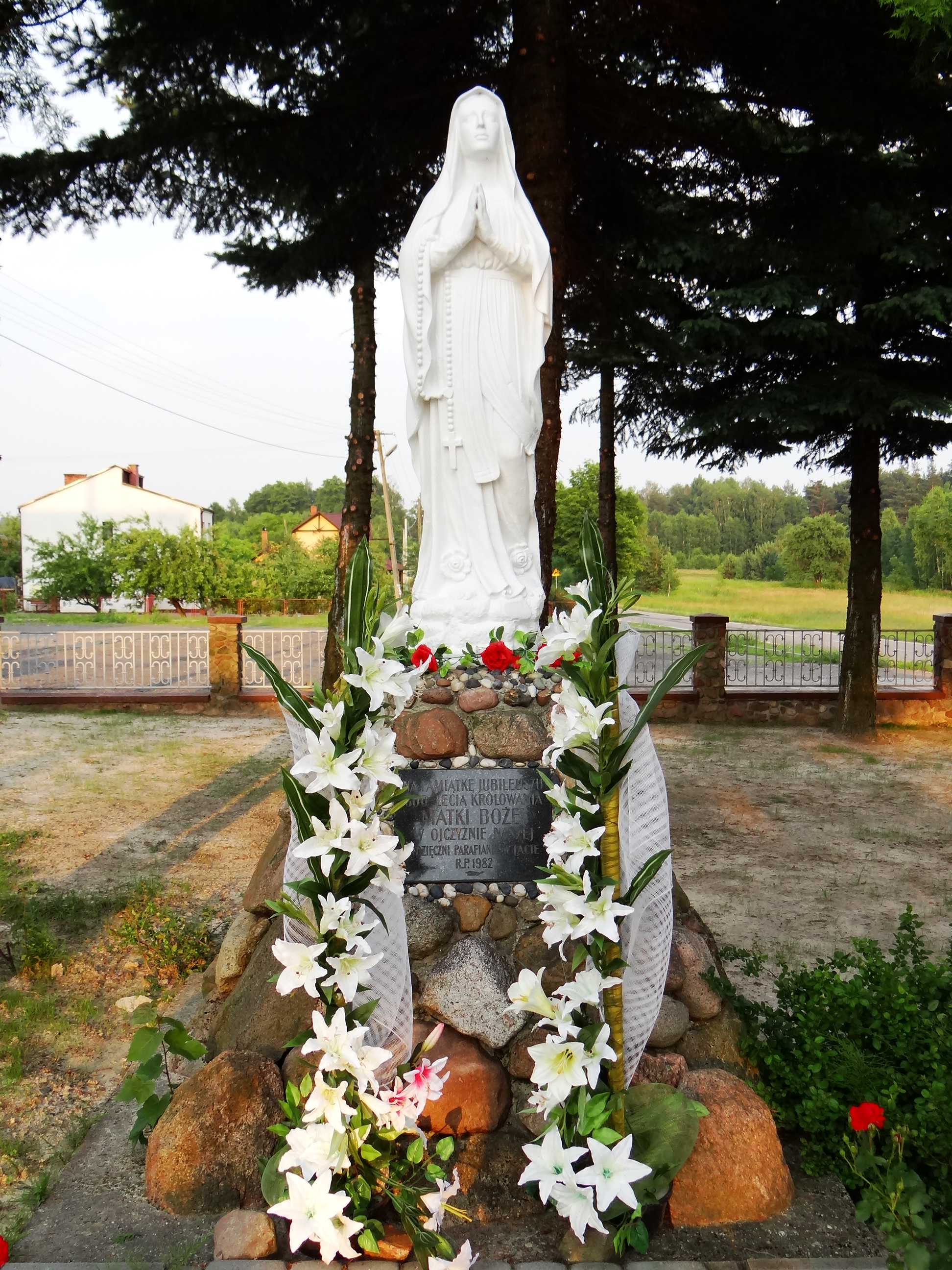
kapliczka